# 野沢武之助
野沢 武之助（のざわ たけのすけ、旧字体：野澤武之助 慶応2年1月7日（1866年2月21日） - 昭和16年（1941年）8月1日）は、日本の衆議院議員（山下倶楽部）。国際法学者。

## 経歴
慶応2年1月7日（1866年2月21日）下野国芳賀郡下籠谷村（現在の栃木県真岡市）で野澤泰次郎の長男として生まれる。泰次郎は下野紡績株式会社や千住煉瓦株式会社を経営するほか、栃木県議会議員も務めた実業家である。その父の意向を受けて、品川弥二郎に従い織物研究のためドイツに留学し、1888年（明治21年）、ドイツのミュールハイム市工業学校を卒業する。しかし、経緯は不明であるが、スイスに渡り、1895年（明治28年）にジュネーヴ大学で法学を学び卒業する。その後論文をまとめ法学博士号を授与される。これはジュネーブ大学で法学博士号を受けた最初の日本人となった。帰国後は明治法律学校（現在の明治大学）と東京専門学校（現在の早稲田大学）で教壇に立った。1898年（明治31年）、第5回衆議院議員総選挙に出馬し、当選を果たした。
その後、日露戦争時には韓国駐箚軍司令部附となり、国際法に関する事務を担当した。さらに、大韓帝国法部参与官、法官養成所長、法学校長を歴任した。またシベリア出兵の際には浦塩派遣軍政務部嘱託を務めた。1923年（大正12年）からは翻訳官として外務省に勤務した。1931年（昭和6年）退官して故郷に帰り1941年(昭和16年)死去した。

## 年譜
- 1866年2月21日（慶応2年1月7日）　生まれる。出生名は「竹松」。
- 1885年9月15日　父のアメリカでの事業の準備として、品川弥二郎に従い私費で渡米する[1]。
- 1886年（明治19年）2月25日　品川弥二郎ドイツ公使の随員としてドイツ行きの旅券を下付される[1]。
- 1888年（明治21年）7月　ミューハイムの市立工業学校を卒業する[7]。その後、スイスに移る。
- 1891年（明治23年）4月　ジュネーブ大学法学部に入学する[1]。
- 1892年（明治24年）10月22日　ジュネーブ大学の法学士号を取得する[1]。
- 1895年（明治28年）8月　博士論文「大日本帝国憲法論」[8]を提出し、ジュネーブ大学大学法学部で日本人初の法学博士号（ドクトル・アン。ドロア）を授与される[7]。10月日本に帰国する[1]。
- 1896年（明治29年）　名を「竹松」から「武之助」と改名する[1]。
- 1897年（明治30年）9月　明治法律学校（のちの明治大学）と東京専門学校（のちの早稲田大学）で国際私法の講師をつとめる。[9]
- 1898年（明治31年）
  - 3月15日　第五回衆議院議員総選挙に栃木県第一区に山下倶楽部から立候補して当選する。[10]。
  - 8月10日　第六回衆議院議員総選挙で栃木県第一区から立候補したが、星亨に敗れ次点となる。[11]。
- 1904年（明治37年）3月22日　日露戦争に従軍し、韓国駐在軍司令部附で国際法の事務嘱託（奏任官待遇）となる[12]。
- 1906年（光武10年）12月28日　韓国皇帝より三等八卦章を授与される。この時国際法顧問をつとめている[13]。
- 1906年（明治39年）
  - 韓国統監府法部の法務参与官に任命される[1]。
  - （隆熙元年）12月26日　韓国皇帝より三等太極章を授与される[14]。
- 1908年（明治40年）　韓国法官養成所所長に任命される。
- 1909年（明治42年）11月　韓国法学校校長に就任する[7]。
- 1911年（明治44年）9月　日本統治により法官養成所は朝鮮総督府法学校改められ校長となる。[15]。
- 1917年（大正6年）9月　外務省臨時調査部事務嘱託となる[7]。
- 1917年（大正7年）
  - 8月　シベリア出兵に際して、浦潮派遣軍政務部事務囑託（奏任官待遇）を命ぜられる[7]。
  - 12月　政務部事務囑託を解き、外務省事務囑託となる[7]。
- 1923年（大正12年）2月20日　外務省翻訳官となる。[16]
- 1931年（昭和6年）7月8日　依願免官（退職）[17]。

## 栄典
位階
- 正六位　1923年（大正12年）3月10日[18]
- 従五位　1927年（昭和2年）2月1日[19]

勲章等
- 勲六等瑞宝章　1908年（明治40年）年4月　明治三十七八年戦役の功による[7]。
- 勲五等瑞宝章　1920年（大正9年）9月　対独平和条約翻訳並に大正四年乃至九年事件の功による[7]。
- 勲四等瑞宝章　1929年（昭和4年）3月30日[20]。
- 韓国併合記念章　1926年（大正元年）8月1日[21]。
- 韓国三等八卦章　1907年（明治40年）10月7日佩用允許[22]。
- 韓国三等太極章　1908年（明治41年）8月22日佩用允許[23]。

## 著書
- Nosawa Takematsu (2019-01-18) (French). La Constitution du Japon - dissertation presenteé à la Faculte de droit le doctorat (Classic Reprint). Forgotten Books. ISBN 978-0259574408
- 『国際私法論』（東京専門学校出版部、1900年） - 山口弘一と共著
- 野澤武之助 講述『國際私法講義 完』,明治法律学校
- 野沢武之助 解説『セニョボー氏文明史』,東京専門学校出版部,[明33-34]